# Cookshire-Eaton
Cookshire-Eaton es una ciudad de la provincia de Quebec, Canadá. Está ubicada en el municipio regional de condado de Le Haut-Saint-François y a su vez, en la región administrativa de Estrie. Hace parte de las circunscripciones electorales de Mégantic-Compton a nivel provincial y de Compton−Stanstead a nivel federal.

## Geografía
Cookshire-Eaton se encuentra ubicada en las coordenadas 45°25′00″N 71°37′00″O / 45.41667, -71.61667. Según Statistique Canada, tiene una superficie total de 295,95 km² y es una de las 1135 municipalidades en las que está dividido administrativamente el territorio de la provincia de Quebec.

## Demografía
Según el censo de 2011, había 5171 personas residiendo en esta ciudad con una densidad poblacional de 17,5 hab./km². Los datos del censo mostraron que de las 5004 personas censadas en 2006, en 2011 hubo un aumento poblacional de 167 habitantes (3,3%). El número total de inmuebles particulares resultó de 2191 con una densidad de 7,40 inmuebles por km². El número total de viviendas particulares que se encontraban ocupadas por residentes habituales fue de 2074.